# Will Merrick
Will Merrick est un acteur britannique né le 9 avril 1993 à Ledbury dans le Herefordshire. Il joue le rôle d'Alo Creevey dans les saisons 5 et 6 de Skins tout en suivant un cursus scolaire à Cheltenham. C'est durant ses études Down School à Colwall qu'il a reçu le plus d'encouragements quant à son audition pour Skins.

## Filmographie
| Année     | Titre                              | Rôle        | Notes |
| --------- | ---------------------------------- | ----------- | --- |
| 2011–2012 | Skins                              | Alo Creevey | Série télévisée de la chaîne E4 (17 épisodes) A remporté l'RTS Award du meilleur acteur Nommé pour le TV Choice Award du meilleur acteur |
| 2012      | In with the Flynns                 | Dean        | Série télévisée de la BBC One (1 épisode - « Frozen Assets » - S02E06)                                                                   |
| 2013      | Il était temps                     | Jay         | |
| 2013      | Doctor Who                         | Brains      | Saison 7 (Épisode 13 : Le Cyberplanificateur)                                                                                            |
| 2013      | Atlantis                           | Arcas       | Série télévisée de la BBC One Saison 1 (Épisode 8 : Erinyes)                                                                             |
| 2016      | Good Vibrations (Brief Encounters) | Russel      | Série télévisée de ITV |
| 2018      | Modern Love Is Rubbish             | Ollie       | |
| 2019      | Dead Pixels                        | Nicky       | Série télévisée de la chaîne E4 |
| 2021      | A Classic Horror Story             | Mark        | |
| 2025      | F1                                 | Nickleby    | |

| Année | Titre                     | Rôle             | Notes                     |
| ----- | ------------------------- | ---------------- | ------------------------- |
| 2009  | La Mégère apprivoisée     | Grumio           |                           |
| 2009  | Amadeus                   | Venticello       |                           |
| 2010  | Hamlet                    | Polonius         |                           |
| 2010  | The History Boys          | Posner           | Edinburgh Festival Fringe |
| 2011  | Mort d'un commis voyageur | Charley          | Edinburgh Festival Fringe |
| 2012  | Punk Rock                 | William Carlisle | Edinburgh Festival Fringe |